# Silkeborg Idrætsforening 2017-2018
Questa voce raccoglie le informazioni riguardanti il Silkeborg Idrætsforening nelle competizioni ufficiali della stagione 2017-2018.

## Rosa
| N. |                      | Ruolo | Calciatore           |
| -- | -------------------- | ----- | -------------------- |
| 1  | Danimarca (bandiera) | P     | Thomas Nørgaard      |
| 2  | Danimarca (bandiera) | C     | Sammy Skytte         |
| 4  | Danimarca (bandiera) | D     | Simon Jakobsen       |
| 5  | Danimarca (bandiera) | D     | Mikkel Cramer        |
| 6  | Danimarca (bandiera) | D     | Jens Martin Gammelby |
| 7  | Danimarca (bandiera) | A     | Stephan Petersen     |
| 8  | Georgia (bandiera)   | A     | Davit Skhirtladze    |
| 9  | Svezia (bandiera)    | A     | Gustaf Nilsson       |
| 11 | Brasile (bandiera)   | A     | Alex                 |
| 13 | Danimarca (bandiera) | C     | Mikkel Vendelbo      |
| 14 | Danimarca (bandiera) | D     | Dennis Flinta        |
| 15 | Danimarca (bandiera) | C     | Gustav Dahl          |
| 16 | Danimarca (bandiera) | P     | Peter Friis Jensen   |

| N. |                      | Ruolo | Calciatore              |
| -- | -------------------- | ----- | ----------------------- |
| 17 | Danimarca (bandiera) | C     | Casper Sloth            |
| 18 | Ghana (bandiera)     | C     | Ibrahim Moro            |
| 19 | Danimarca (bandiera) | C     | Magnus Mattsson         |
| 20 | Danimarca (bandiera) | A     | Marc Rochester Sörensen |
| 21 | Danimarca (bandiera) | C     | Mads Emil Madsen        |
| 22 | Zambia (bandiera)    | C     | Valance Nambishi        |
| 23 | Danimarca (bandiera) | A     | Jeppe Okkels            |
| 24 | Danimarca (bandiera) | D     | Jeppe Gertsen           |
| 25 | Slovenia (bandiera)  | D     | Gregor Sikošek          |
| 26 | Georgia (bandiera)   | A     | Mate Vatsadze           |
| 28 | Danimarca (bandiera) | D     | Tobias Salquist         |
| 29 | Danimarca (bandiera) | A     | Robert Skov             |
| 30 | Danimarca (bandiera) | P     | Oscar Hedvall           |

- Numero giocatori in rosa: 26
- Stranieri: 7 (26,9%)
- Età media: 24,5 anni

## Trasferimenti estivi
| Acquisti | Acquisti                | Acquisti | Acquisti           |
| R.       | Nome                    | da       | Modalità           |
| -------- | ----------------------- | -------- | ------------------ |
| P        | Peter Friis Jensen      | Viborg   | gratuito           |
| A        | Mate Vatsadze           | Viborg   | gratuito           |
| C        | Casper Sloth            | Aalborg  | ?                  |
| D        | Gregor Sikošek          | Brøndby  | prestito           |
| A        | Marc Rochester Sörensen | Køge BK  | ?                  |
| A        | Gustaf Nilsson          | Brøndby  | prestito           |
| A        | Alex                    | Celaya   | ?                  |
|          | 7 acquisti              |          | spesa totale = 0 € |

| Cessioni | Cessioni         | Cessioni    | Cessioni              |
| R.       | Nome             | a           | Modalità              |
| -------- | ---------------- | ----------- | --------------------- |
| C        | Emil Scheel      | SønderjyskE | gratuito              |
| P        | Jens Rinke       | Kolding IF  | gratuito              |
| A        | Andreas Albers   | Viborg      | gratuito              |
| A        | Nicolaj Agger    | Hvidovre    | gratuito              |
| A        | Rubio Rubin      | Stabæk      | gratuito              |
| A        | Nicklas Helenius | Aalborg     | fine prestito         |
|          | 6 cessioni       |             | guadagno totale = 0 € |
|          |                  |             | saldo finale = 0 €    |

## Trasferimenti invernali
| Acquisti | Acquisti         | Acquisti | Acquisti |
| R.       | Nome             | da       | Modalità |
| -------- | ---------------- | -------- | -------- |
| A        | Stephan Petersen | Aarhus   | gratuito |
| C        | Vladimir Rodić   | Randers  | ?        |
|          |                  |          |          |

| Cessioni | Cessioni    | Cessioni   | Cessioni                 |
| R.       | Nome        | a          | Modalità                 |
| -------- | ----------- | ---------- | ------------------------ |
| A        | Robert Skov | Copenaghen | definitivo (1 milione €) |
|          |             |            |                          |
|          |             |            |                          |